# Narona
Narona je bila rimski grad na području današnjeg sela Vid kod Metkovića. Jezikoslovac A. Mayer izvodi toponim "Narona" iz imena rijeke Náron, od korijena ner-/*nar-, u značenju "roniti", odakle i hrvatsko "noriti" (roniti), kao u po-nor-nica. 

## Povijest
Kako se radilo o stanovništvu koje je bilo lojalno Rimu nije čudo da je Narona više puta bila polazište vojnih pohoda Rimljana protiv pobunjenih Delmata o čemu govore povijesni zapisi. U 1. st. pr. Kr. ovo naselje postaje Colonia Iulia Narona - rimska kolonija Narona. Narona postaje vojno, upravno, sudsko i kulturno središte Naronitanskog okruga. Osim trgovine bilo je razvijeno i graditeljstvo, kiparstvo i slikarstvo. Nepokorni Delmati tjerali su Rimljane na stalne vojne pohode, a s vojskom su stizali i trgovci što je dodatno učvršćivalo položaj Narone kao važna trgovišta. U takvu okružju raslo je i bogatstvo pa je logično da su se u Naroni mogle graditi luksuzne građevine, podizati skupocjeni kipovi. Smatra se da je u vremenu 4. – 2. st. pr. Krista na području Narone bilo naselje i trgovište s grčkim i greciziranim stanovništvom. Naronu prvi spominje grčki povjesničar Pseudo-Skilak u 4. st. pr. Kr., pišući da je Neretva plovna do emporija (pristaništa), koje je očito bilo u Naroni. Teopomp, o kojemu piše geograf Strabon, kaže da su u Naroni grčki trgovci prodavali keramičke proizvode.
Narona se vjerojatno protezala na površini od 25 hektara, što znači na dobar dio današnjega močvarna predjela. Imale je izgrađene prometnice prema Saloni i Epidaurumu. Zgrade su podizane od tesana kamena i opeke, krovna cigla uvozila se iz Italije (Pansiana, Ambrosiana i dr.).
Pitanje propasti Narone predmet je mnogih istraživanja. Spominju se kataklizme, provale Slavena i Avara. Prof. Emilio Marin smatra da se Narona jednostavno ugasila. Zna se da je Naronska biskupija postojala još u prvoj polovini šestoga stoljeća jer je na Saboru u Saloni (530. i 533.) bio nazočan biskup Narone. Vrijeme je to raspada Zapadnog Rimskog Carstva kada značenje Narone zasigurno slabi. Malo po malo većina stanovnika potražila je egzistenciju na drugim mjestima, iako je vjerojatno da je dio njih ostao. Jačanjem kršćanstva kršćani su često uništavali poganske građevine i simbole (kipovi koji su predstavljali božanstva). Tijekom sljedećih stoljeća nezaštićena Narona često je bila predmetom pljačke. U vrijeme Mlečana postojala je i organizirana trgovina naronitanskim umjetninama pa, da je moguće istražiti, vjerojatno bi se utvrdilo da mnoge vile u Veneciji krase upravo umjetnine donesene iz Narone.

## Narona i Rimski imperij
U početku rimske vladavine Narona je bila conventus civium Romanorum (zajednica rimskih građana), te municipij (općina s nepotpunim rimskim građanskim pravom). Narona je postala rimska kolonija (Colonia Iulia Narona), dakle s punim rimskim građanskim pravom, možda u doba Cezara u 1. st. pr. Kr. Njome su upravljali quattuorviri (vijeće četvorice), pa duoviri (kolegij dvojice), birani iz redova gradskoga vijeća (ordo decurionum). U središtu grada podiže se trg (forum) s javnim građevinama – hram, kurija i dr., dok je amfiteatar vjerojatno bio izvan grada. Narona je u provinciji Dalmaciji bila Conventus Naronitanus (Naronitanski konvent), sudsko i upravno središte jedne regije. Konvent se protezao područjem mnogih ilirskih plemena i sezao je od jadranske obale, na zapadu do Cetine, pa u unutrašnjost Bosne istočno od Vrbasa, ušće Bosne, a na istoku je prelazio Drinu, uključujući Crnu Goru i dobar dio primorske Albanije.
Naronski ager (zemljište u vlasništvu grada Narone) graničio je na obali s agerom Salone blizu Makarske, u unutrašnjosti s agerom Novae (Runovići kod Imotskoga, zahvaćajući današnji Ljubuški i Čapljinu, gdje je graničio s agerom Diluntuma (Stolac) i na jugu je zahvaćao Ston i Pelješac do granice s agerom Epidauruma. Kolonija Narona dodjeljivala je često zemlju u svojemu ageru veteranima na otpustu iz vojne službe.
Narona je u V. i VI. st. postala sijelo biskupije, jer se u VI. st. spominje njezin biskup Marcel (Marcellus, episcopus ecclesiae Naronitanae). Narona je imala najmanje tri crkve iz ranokršćanskoga razdoblja: najveća, možda episkopalna, bila je bazilika na mjestu današnje crkve Sv. Vida, te bazilika na lokalitetu Erešove bare i bazilika u vodovodu, na trasi vodovoda prema Korčuli, ispod ceste Vid – Ljubuški.

## Istraživanja
Prva poznata arheološka iskopavanja u Naroni provedena su 1877. pod vodstvom tadašnjeg ravnatelja Arheološkog muzeja u Splitu Mihovila Glavinića. Sustavna istraživanja započeo je austrijski arheolog Carl Patsch krajem. 19. i početkom 20. stoljeća. Utvrdio je postojanje foruma, zidina, cesta prema Naroni i otkrio mnoge epigrafičke spomenike, novce, miljokaze, amfore i dr. O tome je napisao studioznu knjigu "Zur Geschichte und Topographie von Narona" ("Povijest i topografija Narone"), izdanu u Beču 1906. Nakon II. svjetskoga rata Naronu sustavno počinju istraživati stručnjaci iz Arheološkoga muzeja u Splitu Ivan Marović, Frane Buškariol, te Nenad Cambi. U središtu Vida uz forum je otkriven je mozaik, istraživane su obrambene zidine i djelomično otkopana bazilika iz trase vodovoda prema Korčuli. Cambi je pronašao 1978. glavu cara Vespazijana (oko 75. god.) izrađenu od bijela vapnenca, obrađenu rotirajućim svrdlom. Značajne rezultate u istraživanjima Narone postigla je ekipa Arheološkoga muzeja u Splitu pod vodstvom ravnatelja Muzeja Emilia Marina 1991. – 1997. Istraženi su temelji bazilike ispod crkve Sv. Vida i otkopan je dobro očuvani krsni zdenac, oslikan rajskim rijekama, ali je zbog plavna tla morao opet biti zatrpan. Na forumu (lokalitet Plećaševe štale) otkopano je najmanje 19 kipova, od toga 16 hramskih kipova, cara Augusta i njegove obitelji, te ostalih rimskih moćnika i božanstava, svi bez glava. Pretpostavlja se da je na tom mjestu bio podignut hram u I. st. (Augusteum), ali je u 4. st., kada je kršćanstvo postalo službena religija u Carstvu, porušen i kipovi su bez glava zbačeni s postolja. Dvije glave, boga Merkura i carice Livije, preseljene su u Ashmolean muzej u Oxfordu. Uz kip je nađen posvetni natpis carskoga namjesnika Publija Kornelija Dolabele, koji je vjerojatno postavio Augustov kip 14. godine nakon njegove smrti.
Na mjestu nekadašnjeg foruma, 18. svibnja 2007. je otvoren Arheološki muzej Narona, prvi muzej u Hrvatskoj koji je izgrađen na samom nalazištu (in situ).

## Zanimljivosti
Kuriozitetan podatak je da je sredinom 1. st. prije Krista Ciceron pisao namjesniku Ilirika s molbom da mu pronađe u Naronu odbjeglog roba. Nije Ciceronu bilo do roba nego do knjiga koje mu je taj ukrao i ponio sa sobom. Zapisano je da se rob zvao Dionizije i da je bio upravitelj Ciceronove knjižnice. S povijesnog stanovišta priča je beznačajna, ali je o svemu tome ostala bogata datirana prepiska na osnovi koje se može zaključiti kako je namjesnik Ilirika često i dugo boravio u Naroni, što govori o značaju toga grada.

## Vanjske poveznice
- Arheološki muzej Narona u Vidu